# Bruno Genti
Bruno Genti (Torino, 5 maggio 1921 – ...) è stato un calciatore italiano, di ruolo difensore.

## Carriera
Cresciuto nella Juventus, viene incluso nella formazione riserve della squadra bianconera per i campionati 1939-1940 e 1940-1941. Nell'ottobre 1942 viene posto una prima volta in lista di trasferimento, per il prestito; nel 1942-1943 gioca in Serie C nella Sanremese e nel campionato 1943-1944 gioca nella Biellese. Al termine della Seconda guerra mondiale, nuovamente messo in lista dalla Juventus, si trasferisce al Cuneo, con cui disputa il campionato di Serie B-C Alta Italia 1945-1946.
Nell'estate 1946 viene acquistato dal Piacenza, dove forma con Adelmo Toffanetti la coppia di terzini titolari: scende in campo 37 volte, realizzando una rete. Nella stagione successiva perde il posto a favore di Dante Ravani, e disputa 14 partite nel campionato che vede la formazione piacentina retrocedere in Serie C.
Dopo la retrocessione resta inattivo per una stagione, e nel 1949 si trasferisce alla Reggina: rimane sullo Stretto per tre annate, fino al 1952, collezionando in tutto 98 presenze e due reti nel campionato di Serie C. Chiude la carriera nella Valenzana, in IV Serie.

## Palmarès

### Club

#### Competizioni nazionali
- Coppa Italia: 1

Juventus: 1941-1942